# Сергеј Широков
Сергеј Сергејевич Широков (рус. Сергей Сергеевич Широков; 10. март 1986, Озјори, Совјетски Савез) професионални је руски хокејаш на леду који игра на позицији нападача. 
Тренутно игра за екипу Авангарда из Омска која се такмичи у Континенталној хокејашкој лиги (КХЛ) (од сезоне 2013/14).
Са сениорском репрезентацијом Русије освојио је две титуле светског првака на СП 2014. у Минску и СП 2012. у Хелсинкију и Стокхолму.

## Каријера
Сергеј Широков рођен је 10. марта 1986. у варошици Озјори, у Московској области. Са 6. година почео је да тренира хокеј у школи хокеја спортског друштва ЦСКА из Москве. 
Играчку каријеру започео је са 15 година у дресу јуниорске екипе ЦСКА из Москве у сезони 2001/02. у трећој лиги, а у истом рангу такмичења наступао је наредних 3,5 сезона. У првом тиму московљана дебитовао је у другом делу сезоне 2004/05. у Суперлиги Русије, током које је одиграо 8 утакмица. Већ наредне сезоне одиграо је 39 утакмица и забележио 14 индексних поена. По окончању те сезоне излази на улазни драфт НХЛ лиге 2006. где га је у 6. рунди као 163. пика одабрала екипа Ванкувер Канакса. 
Након драфта Широков је наставио са играма у дресу ЦСКА, овај пут као стандардни првотимац, а лични статистички рекорд оборио је у првој сезони КХЛ лиге 2008/09. када је на 56 утакмица регуларног дела шампионата остварио учинак од 40 поена (17 голова и 23 асистенције), уз још 8 наступа у плеј-офу (1 гол и 3 асистенције). По окончању те сезоне Широков одлази у Канаду и потписује двогодишњи уговор са екипом Канакса вредан 1,75 милиона америчких долара по сезони.
Захваљујући доста добрим играма током предсезоне НХЛ лиге за сезону 2009/10. Широков је себи успео да обезбеди место у првом тиму Канакса уочи почетка нове сезоне.
Дебитантски наступ у НХЛ лиги имао је већ на првој утакмици сезоне против Калгари Флејмса играној 1. октобра, али без неке запаженије улоге. Како се није доказао ни у наредне 2 утакмице, већ 8. октобра прослеђен је на уигравање у екипу Манитоба Муса, филијалу Канакса у Америчкој хокејашкој лиги. Већ наредног дана дебитовао је за свој нови тим поготком против екипе из Чикага, а како је у наредних 10 утакмица постигао исто толико голова, већ 25. октобра је враћен у тим из Ванкувера. Међутим Широков поново није успео да се наметне тренеру Канакса и већ након само 3 одигране утакмице поново је враћен у Манитобу 30. октобра. Сезону је завршио у АХЛ лиги у дресу Муса за који је одиграо укупно 82 утакмице уз одличних 57 поена (22 гола и 25 асистенција). 
И наредну сезону (сезону 2010/11) Широков је започео у дресу екипе из Манитобе за коју је у првих 39 утакмица сезоне постигао 33 поена, укључујући и низ од 12 узастопних поентерских утакмица, након којих је 17. јануара 2011. поново враћен у први тим Канакса. Већ наредног дана, у утакмици против Колорадо Аваланча Широков је постигао и свој први погодак у НХЛ лиги. Одиграо је и наредне две утакмице за Канаксе, након чега је 23. јануара поново враћен у екипу Муса. Широков је и сезону 2010/11. завршио у екипи из Манитобе, где је са 22 и 36 асистенција био међу најбољим играчима тима (уз још 3 гола и 10 асистенција у доигравању). 
По окончању сезоне Широков се враћа у КХЛ лигу и потписује трогодишњи уговор са својим старим клубом ЦСКА из Москве. Након две сезоне у Москви, у новембру 2013. Широков заједно са Максимом Гончаровим прелази у Авангард из Омска, у замену за Александра Фролова и Станислава Јегоршева.

### Репрезентативна каријера
За репрезентацију Русије дебитовао је још 2003. на светском купу за играче до 18 година где је освојио сребрну медаљу. Већ наредне године на светском првенству у истој узрасној категорији освојио је своју прву златну медаљу. На том такмичењу Широков је на 6 утакмица постигао 2 гола. 
За репрезентацију до 20 година играо је на светским првенствима 2005. и 2006. на којима је селекција Русије освојила две сребрне медаље. 
За сениорску репрезентацију заиграо је на СП 2012. у Финској и Шведској. На том турниру Широков је постигао један гол (на утакмици против Финске) и 5 асистенција, а селекција Русије освојила је златну медаљу. Исти успех поновио је и на СП 2014. у Минску, овај пут уз учинак од 4 гола и 2 асистенције (рачунајући и 1 погодак у финалној утакмици против Финске).